# 安島大次郎
安島 大次郎（あじま だいじろう、明治3年（1870年）8月-没年不詳）は、明治時代から昭和にかけての農業指導者、政治家。家系は安島氏。福島県磐城郡窪田村の生まれ。磐城郡議会議員、福島県磐城郡窪田村議会議員。父は安島八之亟、妻は上遠野氏の出で上遠野佐平の女 ヒロ子 。子に八郎、千代子、イク子、ツネ子、林太郎がいる。
明治17年（1884年）、茨城県多賀郡大津村の中村静斎の塾に入り漢学を修めるが、6箇月で退塾し、帰郷後は農業に従事する。明治28年（1895年）、関西地方の農業を視察し、岩城郡農会委託米麦作試験担当を嘱託され継続すること2年に及び、明治34年（1899年）、福島県農事講習所修得証を受ける。明治36年（1903年）、郡農会代表者となり、翌年、稲正條植に六角定木を奨励し、磐城郡内に普及する。明治39年（1906年）耕地整理委員となり、農事視察のため、韓国を視察、普く同国の農業事情を視察し大いに得るところあり、翌年明治40年（1907年）、窪田村議会議員に当選、明治42年（1909年）、窪田信用購買組合理事組合長に推薦され、窪田村農会共進会審査長を嘱託され継続すること4年、明治44年（1911年）、福島県磐城郡議会議員に当選する。翌年明治45年（1912年）福島県農事試験場委託水稲試験担当を嘱託され、大正元年（1912年）、産業組合農村経営状況視察として埼玉県に出張する。大正2年（1913年）、福島県農会農家経済委員を嘱託され、再び窪田村議会議員に当選する。同年、石山農事講習会頭より農事講習を受け、斯業の改良発達の功績により表彰され木杯一組を受ける。
農事改良の先導者として高名となり、人柄は凛性篤実にして、慈善心に富み謹厚、公共心強く、遜譲至孝真の篤農家と称される。